# Champion Eternal
Champion Eternal è il primo album del gruppo musicale fiorentino Domine, pubblicato nel 1997 dalla Dragonheart Records.

## Tracce
1. Hymn – 1:57
2. The Mass of Chaos – 6:41
3. The Chronicles of the Black Sword – 8:08
4. The Freedom Flight – 6:14
5. Army of the Dead – 8:48
6. The Proclamation – 1:12
7. Dark Emperor – 5:07
8. Rising From the Flames – 5:32
9. The Midnight Meat Train – 4:36
10. The Eternal Champion – 12:29

## Dettagli Brani
I brani del disco sono ispirati alla saga fantasy di Elric di Melniboné, personaggio che appare anche sulla copertina del disco.

## Formazione
- Morby - voce
- Enrico Paoli - chitarra
- Riccardo Paoli - basso
- Mimmo Palmiotta - batteria

### Altri musicisti
- PiF (Pier Francesco Cigliana) - tastiere
- Richard Burton - Narrazione
- Claudio Cantini - tastiere
- Luciano Zella - tastiere
- Steve Sylvester - cori